# Angela Park
Ângela Park (Foz do Iguaçu, 25 de agosto de 1988) é uma golfista brasileira-americana de ascendência coreana. Ela faz parte do Ladies Professional Golf Association.

## Infância e vida pessoal
Park nasceu em Foz do Iguaçu, Paraná, de pais sul-coreanos que atualmente possuem uma empresa no estado de São Paulo. Angela Park viveu no Brasil até os oito anos de idade quando sua família se mudou para o sul da Califórnia. Ela cresceu em Torrence e estudou na Torrence High School. Ela habitualmente viaja para Coreia do Sul em suas férias.
Em junho de 2008 Park obteve a nacionalidade dos Estados Unidos. Ela também mantém sua cidadania brasileira.

## Carreira amadora
Em 2005 ela chegou até as semifinais do Campeonato feminino de golfe amador dos Estados Unidos da United States Golf Association, o principal torneio de golfe amador feminino do mundo.

## Carreira profissional
Decidindo abandonar a faculdade, Park se tornou profissional em abril de 2006, competindo no Futures Tour. Ela ganhou todos os privilégios jogando no LPGA de 2007, em dezembro de 2006. Sua melhor finalização foi em um evento da LPGA Tour no U.S. Women's Open 2007 foi ocupar a liderança após duas rodadas.

## Resumo de carreira na LPGA Tour[5]
| Anos | Campeonatos jogados |    | Vitórias | 2º | 3º | Top 10 | Ganhos ($) | Ranking |
| ---- | ------------------- | -- | -------- | -- | -- | ------ | ---------- | ------- |
| 2005 | 1                   | 0  | 0        | 0  | 0  | 0      | N/A        | N/A     |
| 2006 | 1                   | 1  | 0        | 0  | 0  | 0      | N/A        | N/A     |
| 2007 | 29                  | 27 | 0        | 1  | 3  | 8      | 983,922    | 8       |
| 2008 | 28                  | 25 | 0        | 1  | 1  | 7      | 869,918    | 17      |
| 2009 | 17                  | 8  | 0        | 0  | 2  | 3      | 253,391    | 53      |
| 2010 | 5                   | 2  | 0        | 0  | 0  | 0      | 8,976      | 98      |